# Atena (bokförlag)
Atena Kustannus Oy är ett finskt bokförlag i Jyväskylä, grundat 1986. Atena utger årligen cirka 50 titlar på finska, såväl skönlitteratur som facklitteratur. Sedan 2006 leds förlaget av Ville Rauvola. Förlaget ägs av föreningen Svenska folkskolans vänner. 